# Дунайська вежа
Дунайська вежа (нім. Donauturm) — зведена в 1962–1964 рр. за проєктом Ханса Лінтля під час підготовки до Віденської Міжнародної садової виставки 1964. Відтоді вона стала частиною віденського пейзажу. Вежа є популярною оглядовою точкою, зокрема має важливе туристичне значення. Вежа розташована посередині Донаупарку на березі річки Дунай.
Закладення першого каменю відбулося 12 жовтня 1962 року. Будівництво під керівництвом Ебергарда Федіша тривало приблизно 18 місяців. 16 квітня 1964 року вежу офіційно відкрив федеральний президент Адольф Шерф.
Висота вежі — 252 м. Це найвища будівля в Австрії. Оглядовий майданчик знаходиться на висоті 150 м, до нього ведуть 2 ліфти для 14 пасажирів кожен, що підіймають відвідувачів наверх за 35 секунд. Також можна піднятися на вежу своїми ногами, подолавши 779 сходинок. Кожного року по них проводиться забіг.
На майданчику встановлено механізм для стрибків з допомогою «тарзанки», який використовують у літній час. Окрім того, на висоті 160 і 170 м знаходяться два ресторани («Панорама» і «Дунайський вальс»), розташовані на поворотній платформі (має три швидкісних режими та виконує повний оборот за 26, 39 і 52 хвилини відповідно).
На Дунайській вежі встановлені антени стільникових компаній, приватних радіостанцій та інших служб радіозв'язку. Попри свою схожість з телевізійною вежею, її не використовують для цих цілей.

## Катастрофа повітряної кулі 1968 року
6 червня 1968 поблизу вежі піднялися в повітря 4 повітряні кулі. Одна з них не розминулася з вежею. Через пошкодження повітряна куля впала з висоти 150 метрів. Загинули троє людей.